# مرال کنرات
مرال کُنرات بازیگر، خواننده و مجری اهل کشور ترکیه است. از فیلم‌هایی که وی بازی کرده‌است می‌توان به فیلم تهمینه اشاره نمود.